# ニコラエ・チャウシェスクの裁判と処刑
本項目では、1989年12月15日から12月25日にかけてルーマニアで発生した革命の中でニコラエ・チャウシェスク (Nicolae Ceaușescu)と妻エレナ・チャウシェスクが銃殺刑に処された経緯について解説する。
1989年12月15日、ルーマニア政府は、ティミショアラ (Timișoara)に住むハンガリー人の牧師に対して教区から立ち退くよう命じた。立ち退き命令に抗議する形で、キリスト教徒たちの集団ができあがり、群衆もこれに加わり、抗議運動は徐々に拡大し、勢いを増していった。12月20日、ニコラエ・チャウシェスクは非常事態宣言を布告し、ルーマニア共産党中央委員会の建物の内部にあるテレビ放送室で、ルーマニア国民に向けて演説を行った。チャウシェスクはティミショアラの抗議者たちについて「ごろつきの集団」と呼び、「社会主義革命に敵対する者たちである」と非難した。また、「ティミショアラで始まった暴動は、ルーマニアの主権を有名無実化させようと企む帝国主義者の団体と外国の諜報機関からの支援を受けて組織されたもの」であり、「社会主義の恩恵を潰し、外国人の支配下に置かれていたころのルーマニアに戻さんとする企みである」と訴えた。
12月21日、チャウシェスクは首都・ブクレシュティ (București)にて集会を開催し、集まった労働者たちに向けて演説を行ったが、その最中に騒動が発生し、抗議者・労働者と、軍隊、治安部隊との間で紛争が始まった。1989年12月22日の朝の時点で、チャウシェスクに反対する気運の高まりと抗議行動はルーマニア国内の全主要都市に拡大していた。この日の正午、ニコラエとエレナの二人は、ルーマニア共産党中央委員会の建物の屋上からヘリコプターに乗って逃亡し、ブクレシュティから脱出してトゥルゴヴィシュテ (Târgoviște)に着くも、その日のうちに軍隊に捕らえられた。イオン・イリエスク (Ion Iliescu)が議長となった救国戦線評議会 (Consiliului Frontului Salvării Naţionale)による決定に基づき、チャウシェスク夫妻は裁判にかけられた。チャウシェスク夫妻は、国家に対する犯罪、自国民の大量虐殺、外国の銀行に秘密口座を開設したこと、ならびに「国民経済を弱体化させた」容疑で起訴され、夫婦の全財産没収ならびに死刑を宣告されたのち、銃殺刑に処された。

## 革命までの流れ

### ティミショアラ
1989年3月20日、ミッシェル・クレアとレジョン・ロイ(Réjean Roy)と言う二人のカナダ人が、ティミショアラ (Timișoara)に住むハンガリー人の牧師であるトゥーケーシュ・ラースロー(Tőkés László)を訪問し、密かに持ち込んだカメラでトゥーケーシュを取材し、録音した。3人のハンガリー人がカメラの持ち込みを支援し、その間、彼らは秘密警察のセクリターテ(Securitate)から追跡されていた。3月31日、司教のポップ・ラースロー(Papp László)はトゥーケーシュにティミショアラでの説教行為を止め、孤立した教区があるミネウ村(Mineu)に移住するよう命じたが、トゥーケーシュはこれを拒否し、彼の信徒たちもそれを支持した。
1989年7月24日、ハンガリーの国営テレビの調査番組『パノラマ』が、3月に実施されたカナダ人によるトゥーケーシュへの取材映像を放送した。この二日後、ポップ司教はトゥーケーシュに書簡を送り、「トゥーケーシュ・ラースローは面談の中でルーマニアの国家に対して名誉棄損となる言葉を述べ、嘘まで吐いた」と非難し、トゥーケーシュの追放を命じた。カナダの『トロント・スター』紙は、「この取材映像の公開が、1989年12月の一連の出来事を誘発する契機となった可能性がある」と書いた。ポップ司教はトゥーケーシュを教会の集合住宅から追い出すため、民事訴訟の手続きを開始した。トゥーケーシュの自宅の電気は止められ、食糧配給手帳も没収されたが、教区の住人はトゥーケーシュを支援し続けた。ルーマニア政府当局は数人を逮捕し、殴打した。1989年9月14日、ハンガリー人のエルノ・ウユヴァロシー(Ernő Ujvárossy)が、ティミショアラ郊外の森の中で遺体で発見され、トゥーケーシュの父親も一時的に身柄を拘束された。エルノの死は、「治安部隊による政治的暗殺」と見られている。1989年7月にハンガリーが放送したトゥーケーシュへの取材映像の中で、トゥーケーシュは、「ルーマニア人は自分たちの人権さえも知らないのだ」と発言していた。2008年にドイツで放送された鉄のカーテンを題材にしたテレビ番組の中で、トゥーケーシュは以下のように語っている。
| 「 | この真意は、独裁者であるニコラエ・チャウシェスクを支持する必要は無いのだ、と伝えることにありました。チャウシェスクの仮面を剥ぎ取るために、どうしても必要であったのです。一般のルーマニア人やセクリターテにも衝撃を与えた模様です。あの当時、外国のテレビ放送の視聴は禁止されており、この映像はルーマニアとハンガリーの国境付近でのみ、視聴できました。この映像を観た人は誰もが衝撃を受け、とりわけ、映像はトランスィルヴァニアで広まり、ルーマニア国内の空気と世相に、思いも寄らぬ形で影響を及ぼしたのです。 | 」 |

1989年10月20日、ティミショアラ裁判所は、トゥーケーシュの立ち退きを命じる評決を出し、トゥーケーシュはこれに控訴した。11月2日、刃物で武装した4人の人物がトゥーケーシュの自宅に押し入った。セクリターテの諜報員が見守る中、トゥーケーシュとその友人たちは襲撃してきた者たちを撃退した。ルーマニアの特命全権大使はハンガリーの外務省に召喚され、ハンガリー政府はトゥーケーシュ・ラースローの身の安全を心配している趣旨を告げられた。11月12日、何者かが教区の建物の窓を割った。11月28日、ティミショアラ裁判所はトゥーケーシュによる控訴を棄却し、トゥーケーシュは1989年12月15日に正式に立ち退くことになった。1989年12月11日、トゥーケーシュは郡の党委員会に呼び出され、「立ち退きの日が12月18日の月曜日に変更されたことを教区の住民に伝えるように」との指示を受けた。しかし、礼拝が行われるのは日曜日であり、12月15日は金曜日であったため、トゥーケーシュは立ち退きが延期された話を伝えることができずにいた。
12月15日夜8時頃、教会の建物の前に、黒いダチア車が止まり、ティミショアラの市長、ペトレ・モーツ(Petru Moţ)が現れ、トゥーケーシュと対話した。教区民たちは、トゥーケーシュの自宅の外で哨戒を始め、移動命令を受けるも拒否した。教区では「人間の鎖」が形成され、民兵はこれに立ち入ることができなくなった。トゥーケーシュは教区民たちに感謝の言葉を述べたうえで、立ち去るよう伝えたが、トゥーケーシュの自宅近くには、トゥーケーシュを守ろうとする集団ができあがっていた。トゥーケーシュの妻・エディートは妊娠中で、体調を崩した。12月16日、かかりつけの医師がエディートの診察に訪れ、そこから30分も経たないうちに、ペトレ・モーツが三人の医師を引き連れて現れ、エディートを病院に連れて行くように説得するも、かかりつけの医師はそれを拒否するよう彼女に伝えた。その後、作業員が到着し、襲撃者が壊した窓と玄関の扉を修理した。トゥーケーシュの元を訪れる人々の数はさらに増えていき、いつしかルーマニア人も教区民の群衆に加わっていた。トゥーケーシュはペトレ・モーツと会話したのち、再び群衆に去るよう伝えたが、教区民たちはその場に留まっていた。一旦去ったのち、再び戻ってきたモーツは、「トゥーケーシュが立ち退かされることは無い」趣旨を約束した。群衆の中には、トゥーケーシュの立ち退き命令を書面で撤回するよう要求した人物も出た。ペトレ・モーツは一時間以内にそうする趣旨を約束したが、彼が実際にそうするつもりだったとしても、結局それは不可能であることが判明した。立ち退き命令についてはどうにもならなかった。市長や副市長との交渉や、複数の団体が姿を見せたのち、ペトレ・モーツはトゥーケーシュに対し、「午後5時までにこの群衆を解散させなければ、消防隊による放水銃で攻撃する」との最後通告を出した。トゥーケーシュは群衆に解散するよう懇願したが、トゥーケーシュがセクリターテから脅迫を受けている、と確信したのか、群衆は改めてそれを拒否した。群衆は、自宅から出て、通りに姿を現わすよう手招きするも、トゥーケーシュはこれを拒否した。これについて、歴史家のデニス・デリータントは、「トゥーケーシュは、自分が『抵抗組織団体の指導者』と判断されるのを恐れたのだろう」と書いた。
時刻は午後5時を迎えたが、放水銃による攻撃は行われなかった。午後7時までに、複数の区画に亘って群衆の規模は拡大していた。地元の工科大学の大学生や、ハンガリー人とルーマニア人が手に手を取り合い、「人間の鎖」を形成していた。当初、彼らは讃美歌を合唱していたが、午後7時30分、ルーマニアの国歌である『Deşteaptă-te române!』（「デシュタープタ＝テ、ロムネ」、「目覚めよ、ルーマニア人!」）の斉唱が始まった。この国歌は1947年に斉唱行為を禁止されており、1987年11月15日にブラショヴで労働者たちが起こした反乱(Revolta de la Brașov)の際にもこれが歌われた。
トゥーケーシュへの立ち退き命令に抗議する意味で、蝋燭を灯した人々が現われ、抗議は拡大を続けた。午後9時、セクリターテの長官、ユリアン・ヴラードはこの反乱を鎮圧するため、上級作戦部隊をティミショアラに派遣した。抗議者たちはティミショアラ正教大聖堂(Catedrala Mitropolitană din Timişoara)の周辺を移動し、市内を行進し、治安部隊と再び対峙した。いつしか群衆は「チャウシェスクを倒せ！」「政権を倒せ！」「共産主義を叩き潰せ！」と唱和し始めた。群衆は別の場所へ移動し、橋を渡り、共産党本部の建物がある市街地へと向かい、石を投擲した。午後10時ごろ、民兵が彼らを教会へと追い返し、放水銃による水攻めが始まった。しかし、群衆はそれを奪い取って解体し、その部品を、ベガ川（Râul Bega, ルーマニアとセルビアの間を流れる川）に投げ捨てた。午後9時から午後11時30分にかけて、民兵、警備員、消防士、国境警備隊で構成された部隊が180人を逮捕した。デニス・デリータントは、「このハンガリー人の抗議運動は、今やルーマニア人の反乱へと変わった」と書いた。
12月16日の日中までに、教会の前にプロテスタントの信者の集団ができあがり、ティミショアラでは通行人がこの集団に加わり、群衆は徐々に規模を増していった。ペトレ・モーツがトゥーケーシュの立ち退き命令に反対する旨を文書で確認するのを拒否すると、群衆は反共主義の標語を唱和し始めた。聖マリア広場では路面電車が止められ、イオン・モノラン、ダニエル・ザガネスク (Daniel Zăgănescu)、ボールビー・ラースローらが、反共産党を訴える演説を行った。ダニエル・ザガネスクは路面電車に乗り、「Ma numesc Daniel Zăgănescu si nu mi-e frica de Securitate. Jos Ceausescu!」（「私はダニエル・ザガネスクと申します。私はセクリターテなぞ恐れてはいない。チャウシェスクを倒すのだ！」）と叫んだ。
12月17日、ニコラエ・チャウシェスク(Nicolae Ceauşescu)はルーマニア共産党中央委員会政治執行委員会の臨時会議を招集し、トゥーケーシュについて言及し、「ある改革派の司祭が、彼自身のせいで制裁を受けた。ティミショアラから別の郡に移り、住んでいた家を去らねばならない、というものである。彼は自宅を明け渡すことを望まなかった。司教は裁判所に訴え、裁判所は彼を立ち退かせる決定を下した。これには長い時間を要した。昨日、裁判所命令が執行されようとしたが、司祭は団体を組織した。これはブダペストを始めとする外国の諜報組織による妨害である。彼は外国からの取材にも応じているのだ」と述べた。
12月17日午前9時、陸軍参謀本部の工作員の集団が市内に到着した。午前11時、ティミショアラでの抗議運動の参加者は、いつしか数千人にまで膨れ上がっていた。中心部にある本屋の窓ガラスが割られ、チャウシェスクを賛美する本は酷く損壊された。国防大臣で将軍のヴァスィーレ・ミーラ (Vasile Milea)は、ティミショアラ市内にあるルーマニア共産党本部の建物を守るよう指令を出した。午後1時30分、ミーラは「ティミショアラの状況は悪化の一途を辿っています。軍による介入命令をお願い致します。軍は戦闘状態に突入します。ティミショアラ郡にて非常事態が進行中です」と報告した。軍隊に対して命令を出せるのは、法的にはニコラエ・チャウシェスクだけであった。チャウシェスクは、ユリアン・ヴラードに2回、ヴァスィーレ・ミーラに少なくとも6回電話し、ティミショアラでの暴動を腕ずくで迅速に鎮圧するよう指令を出した。午後1時45分、ティミショアラの通りに戦車が現われた。午後4時頃、抗議者たちは郡の党委員会の建物に闖入し、党の文書、宣伝用の小冊子、チャウシェスクの著書、共産党の権力の象徴であるこれらを窓から次々に投げ捨てた。彼らは建物に火を付けようとしたが、これは軍の部隊に阻止された。午後4時30分、チャウシェスクは、首都・ブクレシュティにてルーマニア共産党中央委員会政治執行委員会の臨時会議を招集し、ティミショアラでの出来事について、国防大臣たちと議論し始めた。チャウシェスクは、反乱の鎮圧を躊躇したトゥドール・ポステルニク、ヴァスィーレ・ミーラ、ユリアン・ヴラードを非難した。チャウシェスクはヴァスィーレ・ミーラに対し、「ミーラよ、あなたの部下は何をしていたのか。なぜすぐに介入しなかった？ なぜ撃たなかった？ 部下に足元を撃たれてもおかしくないはずだ」と質問した。ミーラが「私はいかなる種類の弾薬も与えませんでした」と答えると、チャウシェスクは「なぜ与えなかったのか？ そんなことなら、部下を家に帰したほうがましだ」と非難した。チャウシェスクは、治安部隊に対して発砲命令を出さなかったユリアン・ヴラードに対し、怒りを込めて応酬した。「あなたのやったことは、国家の利益、人民の利益、社会主義の利益に対する裏切りだ。責任ある行動を取らなかったのだ」「あなたにいかなる処罰を与えるべきか、分かるか？銃殺刑だ。それこそがあなたにふさわしいのだ。あなたのやったことは、敵と手を結んだも同然の行為だからだ！」
ヴァスィーレ・ミーラは、チャウシェスクから抗議者を撃てとの指令を受けたが、ミーラはこれを陸軍部隊に伝令するのを拒否した。ミーラは「軍規を確認しましたが、人民軍は人民を撃ち殺せ、との記述がある項目はどこにも見当たりませんでした」と発言した。
チャウシェスクは、反逆者を撃つよう命じた。この命令を出したチャウシェスクに対し、国防大臣、内務大臣、セクリターテの長官は初めて反対を表明した。チャウシェスクは、自分に対する彼らの忠誠と服従を疑い、3人に対して「役職を解任する」と発言したが、閣僚評議会議長のコンスタンティン・ダスカレスクはこれに反対し、彼ら3人への支持を表明した。チャウシェスクは怒りを露わにし、「ならば私は書記長を辞任する。別の人物を書記長に選出するが良い！」と言い、会議室から出て行った。エミール・ボブとコンスタンティン・ダスカレスクがチャウシェスクのあとを追いかけ、部屋に戻るよう懇願した。数分後、チャウシェスクは会議室に戻り、会議を続けた。チャウシェスクは、ティミショアラの党代表と緊急の電話会議を実施し、民間人に対する発砲命令を出した。チャウシェスクは将軍のイオン・コーマン (Ion Coman)を司令官に任命し、12月17日午後3時30分、国防省と内務省の将官の代表団がティミショアラに派遣された。午後6時、ジロクルイ (Girocului)にて、参謀総長のシュテファン・グーシャ (Ştefan Guşă)の命令により、道を塞がれた戦車を回収する名目で、抗議者に対して発砲が始まった。午後6時45分ごろ、ティミショアラの部隊は、信号「Radu cel Frumos」を受けた。これは「軍隊に戦争弾薬を装備させ、戦闘態勢に切り替えよ」との指令であった。ティミショアラでは、国防省の部隊による発砲がついに開始され、数時間で300人を超える人々が撃たれた。
12月18日午前5時30分、ティミショアラの部隊の司令官、イオン・コーマンは、現地の状況について「取り締まりの最中にあります」とブクレシュティに報告した。この24時間で、ティミショアラでは66人が死亡し、300人近くが負傷した。この日、チャウシェスクはイランを訪問する予定があった。午前8時、チャウシェスクは「イランへの訪問を取り消す必要は無い」と判断し、テヘランに出発した。午後3時から午後4時にかけて、抗議者が殺されたことに激怒した労働者の大規模な集団が、市内の中心部に移動していた。午後5時から午後7時にかけて、蝋燭を手にした者たちが大聖堂の階段に集結した。将軍のミハイ・チツァックは兵士たちに発砲を命じ、自らも民間人に向けて発砲した。7人が死亡し、98人が負傷した。
12月17日から18日の夜にかけて、ティミショアラの郡病院にて、撃たれて死亡した者たちの遺体が安置された。12月19日、エレナ・チャウシェスク (Elena Ceaușescu)とイオン・コーマンの命令に基づき、遺体安置所に安置されていた58体の遺体のうち、43体が冷凍トラックに積まれ、ブクレシュティに移送された。彼らの遺体は火葬され、その遺灰は水路に投げ捨てられた。弾圧された痕跡を残さないようにするのが目的であった。エレナ・チャウシェスクはこれを「Operaţiunea Trandafirul」（「バラ作戦」）と名付けた。午前7時から午後12時、数千人の労働者が街頭に繰り出していた。ティミショアラでの抗議運動はもはや止めることが不可能になっていた。午後1時50分、シュテファン・グーシャは兵士たちに対し、兵舎への撤退を命じた。
12月20日午前9時、抗議者の集団は数万人規模にまで膨らんでいた。ティミショアラの中心部にある劇場広場に集結した群衆は「独裁者を倒せ！」「自由を！」「神が御座します！」「軍隊は我々の味方だ！」と唱和した。午後12時、ティミショアラの中心部には、およそ15万人の抗議者がいた。彼らは兵士に差し入れを送った。午後12時30分、抗議者数人が劇場の桟敷を開放し、その直後に「主の祈り」の唱和が始まった。拡声器を通じて「ティミショアラは共産主義から解放されたルーマニアの最初の都市である」と宣言された。午後2時30分、閣僚評議会議長のコンスタンティン・ダスカレスクがティミショアラに到着した。抗議者たちは、国の指導者の立場にある者たち全員の辞任、自由選挙、ティミショアラでの殺害の責任者を裁判にかけるよう要求した。
イランを訪問中のチャウシェスクは、自国からの連絡を受けて急遽帰国するに至った。午後5時、イランから帰国し、状況がますます悪化していることを知ったチャウシェスクは、ヴィクトル・アタナスィエ・スタンクレスクをティミショアラの司令官に任命するとともに、非常事態宣言を布告した。午後7時、チャウシェスクはルーマニア共産党中央委員会の建物の内部にあるテレビ放送室で、ルーマニア国民に向けて演説を行い、ティミショアラで発生した出来事について、「非常に深刻な事態だ」とし、ティミショアラの抗議者たちについて「ごろつきの集団」と呼び、「社会主義革命に敵対する者たちである」と非難した。チャウシェスクはまた、「ティミショアラで始まった暴動は、ルーマニアの主権を有名無実化させようと企む帝国主義者の団体と外国の諜報機関からの支援を受けて組織されたもの」であり、「社会主義の恩恵を潰し、外国人の支配下に置かれていたころのルーマニアに戻さんとする企みである」とも訴えた。チャウシェスクは、「ごろつきどもは、国を不安定にし、領土を分断し、国家の独立と主権を破壊し、社会主義の発展の破壊と外国人による支配下の時代への回帰を目的とし、『ファシスト型』の破壊を惹き起こしている。計画的にもたらされた現在の状況は、ソ連によるチェコ・スロヴァキアへの軍事侵攻に似ており、外国の工作員と『はした金で国を売る』内部のルーマニア人による協力のおかげで可能となったのだ」と演説した。
12月20日の夜、チャウシェスクと治安部隊の幹部との間でテレビ会議が実施された。チャウシェスクは、「チャウシェスクを支持する、公認済みの無産階級5万人」で構成された特別自衛部隊を創設して首都に集め、暴徒に立ち向かうよう党指導部に指示を出した。チャウシェスクは、21日にブクレシュティで「社会主義の利益を守る」ための「人民集会」(Adunare Populară)を開催し、国民に直接語りかけることにした。

### ブクレシュティ
1989年12月21日午前9時、首都・ブクレシュティの中心部、革命広場にて、抗議者の群衆がルーマニア共産党中央委員会の建物の前に集結した。チャウシェスクがこの集会を開こうと決めたのは、「自分はまだ国民から支持されている」との自信があったからである。午前11時、集会が始まった。午後12時、チャウシェスクが建物の桟敷に姿を現わし、演説を始めた。
ところが、演説が始まってまもなく、群衆の中で突如爆竹が炸裂し、騒ぎが勃発したことで、チャウシェスクは演説を中断せざるを得なくなった。救国戦線評議会の委員の1人、カズィミール・イオネスクがのちに語ったところによれば、「ニコラエ・チャウシェスクの演説を妨害する目的で特別に編成された集団の存在があったのだ」という。ルーマニアの日刊紙『România Liberă』（『自由ルーマニア』）は、「12月21日のチャウシェスクの演説を『台無しにした』のは誰だったのか？ については、ティミショアラからブクレシュティに移動してきた集団の仕業である」と報道している。
チャウシェスクは群衆に何度も「Allo!」と呼びかけて静粛にするよう促し、群衆を落ち着かせようとした。エレナ・チャウシェスクやセクリターテの職員も「聞こえないのか？ 静かにせよ！」と群衆に向けて怒鳴った。群衆が一旦静かになると、チャウシェスクは再び演説を続けた。チャウシェスクはこの演説の中で「最低賃金200レイ、年金100レイ、社会扶助300レイ、児童手当30 - 50レイ、出産手当1000 - 2000レイの引き上げの実施を約束する」と発表した。これは前日招集したルーマニア共産党中央委員会政治執行委員会でチャウシェスク本人が提案した内容であった。しかし、騒ぎはますます大きくなり、チャウシェスクは混乱と戸惑いの表情を隠せずにいた。チャウシェスクは建物の中に引き戻された。チャウシェスクは郡党委員会の第一書記と電話会議を行い、「ここ数日の一連の出来事は、国を不安定にさせ、ルーマニアの独立と主権に対する組織的な策動の結果である」と宣言し、党と国家権力、民兵、治安部隊、軍隊を総動員するよう求めたうえで、「我々は、この出来事の正体を暴き、断固として拒否し、始末を付けねばならない」と述べた。革命広場から出た者たちは恐慌状態に陥り、革命広場周辺の通りに集まると、「独裁者を倒せ！」「チャウシェスクよ、お前は誰だ？ - スコルニチェシュティ出身の極悪人だ！」との唱和を始めた。
午後4時、ホテル『Intercontinental』の前にいた群衆に、ルーマニア国防省のトラックが制御不能状態で突っ込んだ。これにより、7人が死亡し、8人が負傷した。
午後6時、抗議者2000人が大学広場 (Piața Universității)に障害物を設置した。午後8時、治安部隊が抗議者たちに発砲し始め、彼らを次々に逮捕していった。午後11時、ヴァスィーレ・ミーラが障害物を撤去するよう命じた。抗議者たちは地下鉄で逃げようとするも、治安部隊に捕らえられ、拷問された。その中には、子供、女性、老人も含まれ、駅の階段や乗降口には血が飛び散っていた。この過程で50人が殺され、462人が負傷し、1245人が逮捕され、ジラーヴァ刑務所に移送された。ニコラエとエレナの二人は、ルーマニア共産党の建物の中で過ごした。午前1時ごろ、ヴァスィーレ・ミーラとユリアン・ヴラードは、ブクレシュティの中心部から抗議集団が一掃された趣旨を報告した。
ブクレシュティで抗議者たちが弾圧されたという知らせは瞬く間に拡がり、反チャウシェスクの気運はますます増幅していた。1989年12月22日午前7時、労働者・抗議者の集団がルーマニア共産党中央委員会の建物に向かった。建物は約1000人の兵士が警護していた。午前9時、ニコラエ・チャシェスクは、ユリアン・ヴラードとヴァスィーレ・ミーラに対し、抗議の群衆がこの建物に接近するのを何としてでも阻止するよう指示を出した。午前9時30分ごろ、ヴァスィーレ・ミーラが心臓を銃で撃ち貫いて死んでいるのが発見された。ミーラの死を知らされたチャウシェスクは酷く動揺し、「ミーラ将軍は国家と国民を裏切った」と述べた。午前9時45分、ルーマニア共産党中央委員会政治執行委員会の会議が始まった。チャウシェスクは「ミーラ将軍が、私のもとを離れた2分後に自殺したことを知らされた」と述べた。死ぬ直前のミーラと会話したコルネリウ・プルカラベスクによれば、ミーラは「私はニコラエ・チャウシェスクから国民を撃つよう命じられた。自国民への射殺命令は、私には出せない」と語っていたという。チャウシェスクは「直ちにルーマニア全土に非常事態宣言を布告する。これは憲法に則ったものであり、大統領の権限でもある。国家評議会を招集するには及ばん」と述べた。コンスタンティン・ダスカレスクは「誠実な労働者を撃っていいものかどうか」と疑問を呈し、それに対して内務大臣のトゥドール・ポステルニクは「我々が発砲すべき相手は誠実な労働者ではなく、出来損ない連中やクズどもです」と述べた。チャウシェスクは、「もちろん、労働者に銃を向けるわけにはいかない。我々は労働者の代表なのであり、労働者を撃つことは無い。しかし、なかには卑怯者もいる。裏切り者のミーラに責任を負わせる。他にもいるかもしれんな」と答えた。
チャウシェスクは、ルーマニア全土に非常事態宣言を布告した。この布告が国営テレビとラジオの放送で読み上げられたあとに「国防大臣が、ルーマニアの独立と主権に反する裏切り行為を働き、それが露見するのを悟って自殺したことをお知らせ致します」と報道された。ヴァスィーレ・ミーラが死んだため、チャウシェスクは、ティミショアラから戻ってきたヴィクトル・アタナスィエ・スタンクレスクを新たな国防大臣に任命した。しかし、スタンクレスクはチャウシェスクに忠誠を示す一方で、他方では二重の駆け引きを始めた。午前10時7分、彼は軍隊に対して兵舎への引き揚げ、ならびに抗議者の群衆と「対話」するよう命じた。

### チャウシェスク夫妻の逃亡
ヴァスィーレ・ミーラの死を発表してまもなく、チャウシェスクはルーマニア共産党中央委員会政治執行委員会の臨時会議を招集し、チャウシェスク自ら軍の指揮を執る趣旨を発表した。ルーマニア共産党中央委員会の建物の前には5万人の群衆が集まっていたが、その数はさらに増えていた。
12月22日午前11時30分ごろ、チャウシェスクは桟敷に姿を現わし、拡声器を手に取り、群衆に向けて演説を行おうとしたが、彼らの怒りを買っただけであった。セクリターテの長官、マリン・ナゴエ (Marin Neagoe)はヘリコプターの手配を要請した。
午後12時6分、大群衆が見守る中、チャウシェスク夫妻と護衛の乗ったヘリコプターが、建物の屋上から離陸していった。ヘリコプターには、エミール・ボブ、マーナ・マネスク、副操縦士のミハイ・シュテファン (Mihai Ştefan)、整備士のステリアン・ドラゴイ (Stelian Drăgoi)、ルーマニア内務省第五保安総局のフロリアン・ラーツ (Florian Raţ)とマリアン・ルースー (Marian Rusu)が同乗した。
午後12時21分頃、チャウシェスク夫妻はブクレシュティの北部にあるスナゴヴ (Snagov)の住居へ向かい、午後12時47分にトゥルゴヴィシュテ (Târgoviște)に向けて出発した。午後1時30分、ボテニ (Boteni)の付近で軍隊から着陸を要求され、チャウシェスク夫妻はヘリコプターから降りた。護衛はニコラエ・デカ (Nicolae Deca)が運転していた赤いダチア車（番号「4B-2646」）を止め、チャウシェスクは「クーデターが起こった。私はトゥルゴヴィシュテで抵抗勢力をまとめあげている」と述べた。デカは「車に技術的な問題がある」と伝えた。チャウシェスク夫妻とセクリターテの幹部の一人は別の車を呼び止め、ニコラエ・ペトリショル (Nicolae Petrişor)が運転していた黒いダチア車（番号「4DB-3005」）に乗り、移動し続けた（午後2時15分）。一行はトゥルゴヴィシュテにある特殊製鉄工場に到着し、午後3時30分には、トゥルゴヴィシュテから5 km離れた植物保護本部の建物に到着した。彼らはここでイオン・エナーケ (Ion Enache)、コンスタンティン・パリスィエ (Constantin Paisie)、アンドレイ・オスマン (Andrei Osman)に保護された。一行は民兵本部に向かったが、そこは反チャウシェスクの者たちに既に占拠されていたため、電波を探知する車に乗ってラツォヤ (Rățoia)へ逃亡した。チャウシェスク夫妻は、辺りが暗くなるまで森の近くに隠れていたが、午後5時50分に郡の民兵本部へ戻った。ここでチャウシェスク夫妻は、イリエ・シュティルベスク (Ilie Ştirbescu)率いる反チャウシェスクの集団に捕らえられた。午後6時10分、イオン・マレーシュ (Ion Mareș)、イオン・ツェク (Ion Ţecu)による護衛のもと、チャウシェスク夫妻はトゥルゴヴィシュテの軍隊の駐屯地へと移送された。時刻は午後6時30分になろうとしていた。民兵はチャウシェスク夫妻を陸軍に引き渡す準備をしていた。イリエ・シュティルベスクはチャウシェスクに向かって、「Nu eşti comunist, eşti un trădător!」（「あなたは共産主義者ではない。祖国の裏切り者だ！」）と言い放った。チャウシェスクの略式裁判の参加者の一人、ジェル・ヴォイカン・ヴォイコレスクによれば、チャウシェスク夫妻は自分たちが「捕らえられた」とは認識しておらず、トゥルゴヴィシュテの軍隊に保護されていると信じていた、という。その後2日間、夫婦は基地内にある独房と装甲兵員輸送車の中で過ごした。この間に、夫婦は簡易な健康診断を受けた。
トゥルゴヴィシュテの駐屯地にいた大佐のアンドレイ・ケメニチ (Andrei Kemenici)は、『Jurnalul Naţional』（2009年3月23日付）からの取材で、駐屯地での様子について以下のように語った。
「夫妻が部隊に連行されてきてから約1時間後、私は彼らのもとを訪れました。私が自己紹介すると、チャウシェスクは私の報告相手について尋ねてきました。私が『軍の司令官です』と答えると、 チャウシェスクは『あとは誰に？』と質問してきました。私が『国防大臣です』と答えると、チャウシェスクは『どの大臣？』と尋ねました。私は、『おや、同志チャウシェスク。ブクレシュティが今どれほど混沌とした状況下にあるのか、私には知る由もございません...』と答えました。私は彼に対し、国防大臣が職務を遂行できない場合、参謀総長のシュテファン・グーシャ (Ştefan Guşă)が代行する趣旨が文書に書かれている、と彼に告げました。チャウシェスクは、「私はティミショアラに彼を派遣したが、事態の収拾には至らなかった。彼はソ連の仲間だ」「文書には確かにそう書かれてあるが、私は彼とは全く会話していない」 「それで、誰と話したんだ？」と尋ねてきました。私が「陸軍の司令官への命令は、ニコラエ・ミリタル将軍 (Nicolae Militaru)が下すものであることをお知らせ致します」と答えました。このとき、チャウシェスクはシュテファン・グーシャについて、「ソ連の工作員だ、КГБの諜報員だ、として軍隊から追い出した」と話していました。私は、「私はミリタル将軍から、お二人の問題は、いずれもすべて -その時私がどのように対処したか、正確には覚えておりませんが-、スタンクレスク将軍が解決するだろう、と言われました」と答えました。すると、チャウシェスクは私の手に手を置いて、 『この人物があなたの上官であることは知っているだろう？私を裏切ったミーラの後任として、今朝10時に任命したのだ。心配無用、彼の命令に従えばいい』と言ったのです。そして、私がスタンクレスクからの命令を遂行中である趣旨を告げると、彼はとても嬉しそうな様子を見せたのです」
午後2時45分、ルーマニア共産党の幹部の1人、イオン・イリエスク (Ion Iliescu)は演説を行い、「チャウシェスクのやったことは、共産主義を汚しただけに留まらないのだ」と語りかけた。午後3時ごろ、ブクレシュティ工科大学 (Universitatea Tehnică din București)の講師でのちに首相となるペトレ・ロマン (Petre Roman)がルーマニア共産党中央委員会の建物の桟敷に登場し、「Frontului Unităţii Poporului」（「人民統一戦線」）の声明を読み上げた。午後4時、イオン・イリエスクとペトレ・ロマンが陸軍および治安維持の責任者と会談した。午後5時、イオン・イリエスクがルーマニア共産党中央委員会の建物の桟敷に登場し、その際に「同志諸君！」と呼びかけたことで群衆から非難され、表現の仕方を直した。
救国戦線評議会 (Consiliului Frontului Salvării Naţionale)の議長に就任したイオン・イリエスクは、午後10時30分に宣誓書を読み上げ、チャウシェスクの権力からの追放、民主主義、政治における多元主義、経済回復のための措置の導入を宣言した。イリエスクはまた、「混乱と内戦、無政府状態を避けるため、総選挙が行われるまでは、救国戦線評議会が国家権力を引き継ぐ」と発表した。

## 裁判
イオン・イリエスクは、チャウシェスク夫妻を裁判にかける「特別軍事法廷」を設立する命令に署名した。
1989年12月25日、ヴィクトル・スタンクレスク、ヴィルジル・マグラーノ、ジェル・ヴォイカン・ヴォイコレスクの乗ったヘリコプターが、トゥルゴヴィシュテに到着した。
12月25日午後1時20分、トゥルゴヴィシュテの軍の駐屯地内の兵舎の中で、ニコラエとエレナに対する特別軍事法廷「Tribunal al Poporului」（「人民裁判」）と題された裁判が始まった。判事はジカ・ポパ (Gică Popa)とイオアン・ニストール (Ioan Nistor)、検察はダン・ヴォイナー (Dan Voinea) 、弁護人はコンスタンティン・ルチェスク (Constantin Lucescu)とニコラエ・テオドレスク (Nicolae Teodorescu)、書記はジャン・タナーセ (Jan Tănase)、判事補佐官はコルネリウ・ソレスク (Corneliu Sorescu)、ダニエル・カンドラー (Daniel Candrea)、イオン・ザムフィール (Ion Zamfir)がそれぞれ務めた。彼らは5機のヘリコプターに乗ってトゥルゴヴィシュテを訪れ、そのうちの一機には、チャウシェスク夫妻の遺体を包む目的で、緑色の防水布が積まれていた。
裁判は、事前の犯罪捜査も実施されないまま、直ちに開始された。被告人は、法律で義務付けられている精神鑑定を受けておらず、自分で弁護士を選ぶことも許されなかった。
チャウシェスク夫妻は、国家に対する犯罪、自国民の大量虐殺、外国の銀行に秘密口座を開設したこと、ならびに「国民経済を弱体化させた」容疑で起訴され、夫婦の全財産没収ならびに死刑を宣告された。1989年12月25日付の官報には、救国戦線評議会による署名とともに、「歴史と法律を前に、独裁者とその手先たちの犯した罪は、国を破滅へと導こうとする行為に対するしかるべき制裁を厳正に決定する法廷の場で立証されるであろう」との公式声明が掲載されたが、その時点で、チャウシェスクはすでに処刑されていた。
チャウシェスクの弁護人役を務めたニコラエ・テオドレスクは、刑法第162条、第163条、第165条、第357条に規定されている行為に基づき、以下の罪状で起訴された趣旨を告げた。
- 6万人を殺害した
- 国家と国民に対して武装行動を組織し、国家権力を転覆させようとした
- 建物の破壊・損壊、都市における爆発で公共財産を破壊した
- 国民経済を弱体化させた
- 外国の銀行に10億ドルを不正に蓄財し、それを利用して国外逃亡を図ろうとした

しかしながら、これらの告訴内容が立証されたことは無く、チャウシェスクは、「ルーマニア大国民議会の承認が無い限り、この裁判は無効であり、自分たちを裁いている軍人たちの言い分には何の根拠も無い」、という立場を貫き、以下のように反論した。「私は起訴などされていない。私はルーマニアの大統領であり、最高司令官であり、大国民議会と労働者階級の代表者の前でのみ答えよう。それだけだ。このクーデターを起こした者たちの行為は、国民に対する裏切りであり、ルーマニアの独立を崩壊に追い込んだのだ。最初から最後に至るまで、全てが欺瞞なのだ！」
弁護人役の軍人たちは動揺を見せ、弁護戦略も確立できていなかった。彼らによれば、自分たちがこれから何をするのかについて、ヘリコプターの中で初めて聞かされたのだという。さらには、まだ告訴状が読まれていないにもかかわらず、チャウシェスク夫妻に「罪」を認めさせようとした。
チャウシェスク夫妻の裁判は、ヨシフ・スターリン(Иосиф Сталин)の時代に行われた見せしめ裁判のように展開された。検察役のダン・ヴォイナーは、チャウシェスクに対し、「『精神疾患を抱えている』と認めるなら、被告人に責任を負わせるつもりは無い」とする妥協案を提示した。しかし、チャウシェスク夫妻はそれを強く拒否した。夫婦の全財産没収と死刑が宣告されたのち、チャウシェスクが「いかなる判決であれ、私は認めるつもりは無い！」と叫ぶと、弁護人のニコラエ・テオドレスクは、「この判決を認めないということは、被告人は控訴する権利を行使しない、という意味です。今この場において、この判決は最終決定である点に気を付けて下さい」と発言した。
チャウシェスクは、この裁判は1965年のルーマニア憲法にも違反しているし、自分を権力の座から追放する権限があるのは大国民議会 (Marea Adunare Naţională)だけである趣旨を明言した。そして、これはソ連が計画したクーデターである、と主張した。チャウシェスクは、当初から法的な観点に基づいて論議していた。裁判開始から絶命の瞬間まで、チャウシェスクは明晰さを保っていた。
イオン・イリエスクは、当初はすぐに処刑を行うことを望んではおらず、数週間後に正式な裁判を実施しようと考えたが、ヴィクトル・スタンクレスクは、すぐにチャウシェスク夫妻を処刑しないのなら、救国戦線評議会には協力しない趣旨を告げた。数時間議論したのち、イリエスクはスタンクレスクの主張に同意し、法廷を組織するための法令に署名したのだという。ヴィクトル・スタンクレスクは、朝早くから射撃班として落下傘部隊を連れてきた。裁判が始まる前から、スタンクレスクはチャウシェスク夫妻を処刑する場所を決めていた。
この裁判は、テレビ映像を通じて世界中に放映された。テレビに映し出された映像では、エレナは少数の質問に答えたのみで、喚いたり叫んだりする様子が目立ち、ニコラエがエレナに対して落ち着くよう宥める様子も見られた。
上述の罪状について立証されないまま、裁判は1時間20分で終了した。

## 銃殺刑
午後2時40分、裁判は終わり、午後2時45分にニコラエとエレナに対して死刑が宣告された。その後まもなく、夫婦は両手を紐で後ろ手に縛られた状態で建物から連行されていった。連行されていく途中、ニコラエは「自由なる独立国・ルーマニア社会主義共和国万歳！」と叫んだ。銃殺される直前、ニコラエは共産革命の歌「インターナショナル」を口ずさみ、「裏切り者を殺せ！」と叫んだ。エレナは「夫と一緒に死なせて欲しい」「私と夫は一緒に戦った。一緒に死ぬわ」「殺すのなら、拘束を解いた状態で殺してちょうだい」「私たちはいつでも一緒よ。法律がそう言っているわ」と要求し、自分の両手を紐で縛ろうとする軍人たちに対して「これは何なの？ これで何をするつもりなの？ 触るな！ 縛るな！ 私たちを怒らせるつもり!? 私はお前たちの母親であり続けてきたのよ！ 私の手が折れる！ 手を放せ、その手を放すのよ！ 恥を知りなさい！」と叫んで抵抗しようとした。銃殺隊を前にしたエレナは以下のように絶叫した。「よく考えなさい。私はこの20年間、お前たちの母親であり続けてきたのよ！」
1989年12月25日午後2時50分、ニコラエ・チャウシェスクとエレナ・チャウシェスクの二人は銃殺刑に処せられた。夫婦の処刑は判決が出てから10分以内に執行された。夫婦が銃殺される前後の映像もテレビ中継を通じて世界中に放映された。
夫婦の遺骸はゲンチャ墓地 (Cimitirul Ghencea)に埋葬された。
救国戦線評議会の委員の一人、スィルヴィオ・ブルカンは、チャウシェスク夫妻の遺体からは計120発の銃弾が検出された、と発表した。
ルーマニア国内のテレビでチャウシェスク夫妻が銃殺された映像が公開され、その際にアナウンサーは「反キリスト者が、クリスマスの日に殺されました」と伝えた。
銃殺隊員の一人であったイオネル・ボエロ (Ionel Boeru)は、「二人には何の同情も湧かなかった。視線を交わすことも無かった。動物を殺すようなものだ」と語っている。
ペトレ・ロマンは、フランスのテレビ番組にて「チャウシェスクを救出しようとする勢力の存在を恐れたため、チャウシェスクは速やかに処刑された」と語った。
夫婦の遺体は帆布で覆われた。夫婦の処刑が終わり、装甲車で遺体を運ぼうとしている最中に突然銃撃を受け、3人の兵士が死亡した。これについて、スタンクレスクは「チャウシェスクを支持する陸軍大将がいたことを示す証拠だ」と述べた。

## チャウシェスクの処刑に対する反応

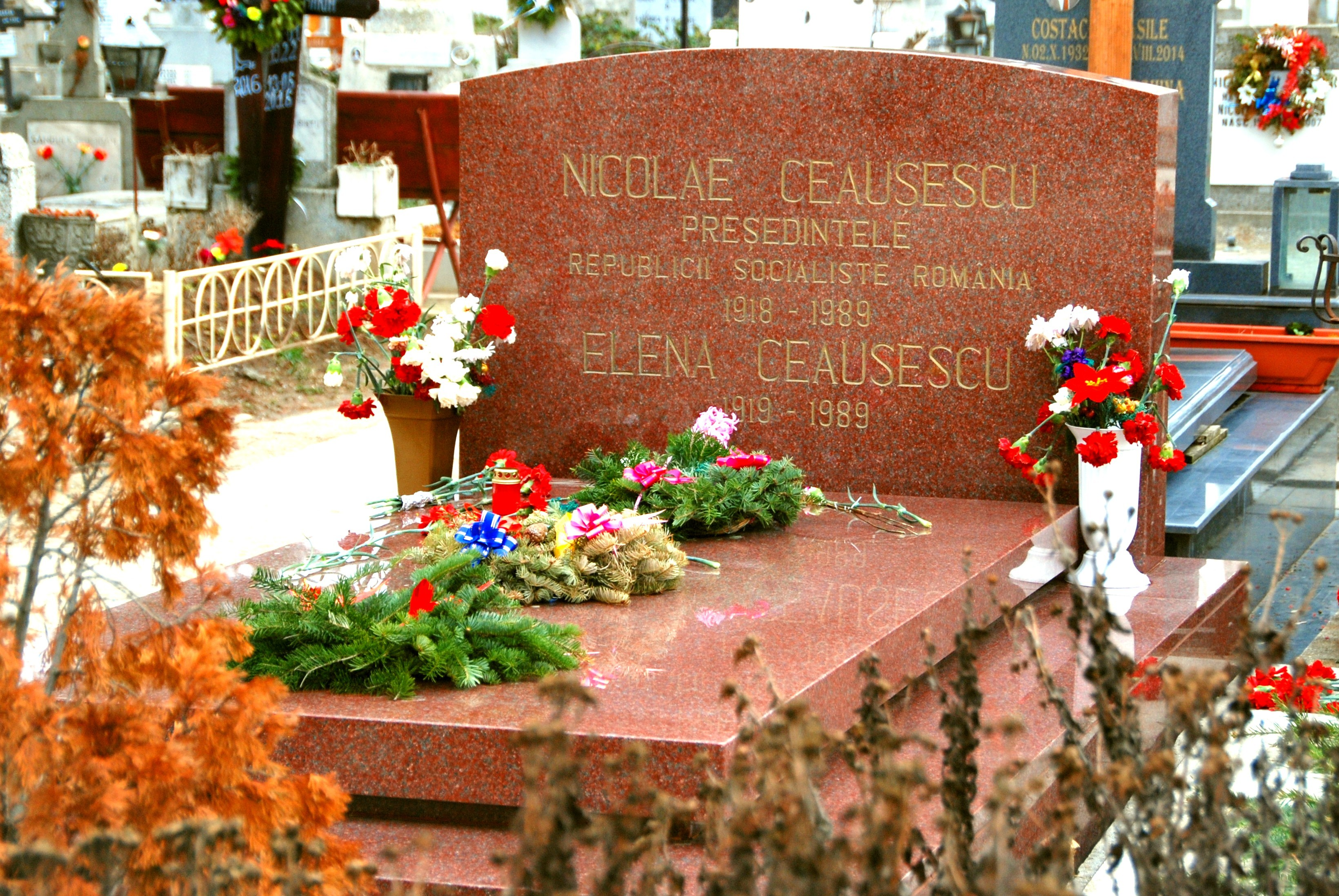
チャウシェスク夫妻が埋葬されているゲンチャ墓地。エレナの生年が「1919」と刻印されているが、正確な生年は「1916」である。

『The Independent』紙は、チャウシェスクの裁判と処刑について、「無礼も甚だしい簡素な裁判であり、酷い表現を使うなら、『Kangaroo Court』（ 吊し上げ、いかさま裁判）と呼ぶのが最も適切だろう」と非難している。
臨時法廷を設立し、迅速に進行させ、チャウシェスク夫妻を処刑するという流れについて、イオン・イリエスクは2009年に「恥ずべきことではあるが、必要なことだった」と発言した。その一方で、「私はチャウシェスクの処刑を悔やんではいない。彼は悪事の主犯格であり、然るべき報いを受けただけだ」とも発言している。
チャウシェスクの処刑について、ヴィクトル・スタンクレスクは「そうする必要があった。もしもチャウシェスクをブクレシュティの路上に放り出したら、人々から制裁を受けて殺されただろう」と語った。スタンクレスクは、イオン・イリエスクから使命を帯びてトゥルゴヴィシュテに赴き、チャウシェスク夫妻の処刑を進んで引き受けた趣旨を語っていた。
ソ連共産党中央委員会政治局委員の一人であったミハイル・サロメンツェフ（Михаи́л Соло́менцев）はチャウシェスクの処刑について、「私はチャウシェスクに対して拒否反応を覚えたことは無い。彼の処刑については、まったくもって不愉快であり、残酷だ。裁判も捜査も、起訴状も無いではないか。彼らのやったことは、ただ評決を読み上げ、二人を外へ連れていき、撃ち殺した。どこからどう見たって法律違反じゃないのか？」と不快感を露わにしている。
チャウシェスクの裁判と処刑について、アメリカは強く批判し、「裁判が公開されなかったのは残念だ」との声明を出した。イギリス外務省の報道官は、「ルーマニアは内戦状態にあり、通常は認められて然るべきである合法性の基準については、ほとんど通用しなかった。秘密裏に行われた裁判について残念に思う人もいるかもしれないが、当時の状況はそれほど驚くべきものではなかった」と述べた。
この裁判は、犯罪捜査が実施されなかった点、起訴状が無い点、起訴状を被告人に通知しなかった点、精神医学に基づく専門的な検査を実施しなかった点、裁判の期限を設定しなかった点、弁護人を選定しなかった点、上訴の提出期限を守らずに裁定しなかった点が法律違反である。軍事検察官であったミハイ・ポポヴ（Mihai Popov）によれば、ルーマニアの法律では判決から10日が経過して初めて判決が確定するが、その規定にも違反しており、その10日間のうちに、被告が「上訴しない」と最初に宣言していたとしても、考えを変える権利が被告人にはある。当時の手続きでは、控訴期間が終了した時点で、有罪判決を受けた者は恩赦を申請するか、もしくは恩赦を申請しない旨を書面で表明する必要があった。その恩赦の申請が却下されて初めて、刑の執行が可能になったのだという。
ミハイ・ポポヴは、「チャウシェスク夫妻に対する『告訴』の内容は、どこまでも常軌を逸したものだった。チャウシェスク夫妻は、死刑になる可能性のある殺人罪で裁かれるべきであった。12月22日以前のティミショアラでの出来事を考慮するなら、この判決は妥当だと言えるかもしれない。しかし、殺人の扇動に対する有罪判決は、大量殺戮に対する有罪判決とは異なり、全財産の没収を伴うものではないし、それを実施する権利も無いのだ」と述べた。また、ポポヴは「チャウシェスク夫妻に対する裁判は、ルーマニアの恥を世界中に晒した」とも明言している。
歴史家のゾエ・ペトレは、「俗に言うトゥルゴヴィシュテ裁判は、法律違反も甚だしく、噴飯物の告訴に基づいており、ルーマニアの最近の歴史において恥ずべき節目であり続けている、あの裁判には何ら法的価値は無く、強盗を劇的に演出し、いかにも法に則って進めたかのように見せかけただけの失敗作である。ルーマニアの新たな指導者となる人物について、チャウシェスクは確かに多くのことを知っていた。だからこそ、チャウシェスクは死なねばならなかったのだ」と述べた。
ルーマニア国立銀行の元総裁で、財務省で30年以上勤務し、チャウシェスクと一緒に働いた経験があり、チャウシェスクの良い面も悪い面も知っているデチェバル・ウルダ（Decebal Urdea）は、「経済学者としての観点から言うと、チャウシェスクが国民経済を弱体化させた、というのは無理がある。弱体化というのは、自分の個人的な目的のために何らかの害をなし、何らかの利益を得るという意図的な行為のことだ」としたうえで、「『チャウシェスクが国民経済を弱体化させた』というのはバカげた主張だ」と断言している。
チャウシェスクが「クーデター」と呼んで非難した当局者たちは、「テロリスト」の出現を防ぐためにチャウシェスクを処刑する必要があった、と主張したが、テロリストの存在が証明されたことは無い。
ヴィクトル・スタンクレスクは「射撃の準備ができている者は挙手するように」と発言し、目の前にいた8人の兵士全員が手を上げた。スタンクレスクは、そこから無作為に3人を指名し、イオネル・ボエロ、ジョルギン・オクタヴィアン（Georghin Octavian）、ドリン＝マリアン・サルラン（Dorin-Marian Cirlan）が選ばれた。2009年、サルランは、チャウシェスク夫妻の処刑について「あれは裁判ではなく、革命のさなかに行われた政治的暗殺である」と語った。チャウシェスクの家族の弁護士、コンスタンティン・ルチェスク (Constantin Lucescu) は、チャウシェスクの裁判と処刑について、「政治的処刑だ」と批判している。
2010年にルーマニアを訪問したミハイル・ゴルバチョフは、「ルーマニアの状況がどれほど困難なものであったとしても、チャウシェスクを殺すべきではなかった。彼の死は残酷だ」と述べた。
ルーマニアのジャーナリスト、イオン・クリストユ（Ion Cristoiu）によれば、チャウシェスク夫妻は、ヴィクトル・スタンクレスク率いる空挺部隊の手で捕らえられたのだという。クリストユは、「リビアの指導者を暗殺した犯人たちは、正気を失っていた。ニコラエ・チャウシェスクを殺した者たちは、自分たちのやっていることを充分に理解したうえで行動していた。ムアンマル・アル＝カッザーフィーの暗殺（2011年）とは違い、ニコラエ・チャウシェスクの殺害は残忍な極悪行為なのだ」と書いた。

## チャウシェスクによる疑念
チャウシェスクは、「この裁判には法的根拠が無く、このクーデターの背後にはソ連がいる」と主張した。ルーマニア生まれの歴史学者、ヴラディミール・ティスマナーノが論じたように、ニコラエ・チャウシェスクは、自らを国家の独立を保証する存在と考えており、自分自身に対するあらゆる形態の反対や異論は「犯罪」として扱われた。 チャウシェスクの無謬性に疑問の眼を向ける行為は、事実上、「ルーマニアの国防と主権を弱体化させんとする試みである」と見做された。チャウシェスクは、自分がルーマニアにおける共産主義の擁護者であると同時に、ルーマニアの国民国家を守ろうとしていた。党と国家の内部におけるチャウシェスクに対する批判者が、ルーマニアの指導者の交代に関心を抱く外部の勢力と共謀したり、外部の勢力による影響を受けるような事態を防ぐ必要があった。1978年にアメリカ合衆国に政治亡命したセクリターテの上級諜報員、イオン・ミハイ・パチェパ (Ion Mihai Pacepa)は、1987年に出版した著書『Red Horizons: Chronicles of a Communist Spy Chief』（『赤い地平線：共産諜報長官による記録』）の中で、ルーマニアの国防大臣、ニコラエ・ミリタルが「ソ連のスパイ」として逮捕された話について言及している。また、ミリタルは、ソ連に忠実な兵士を軍隊内で昇進させた。重要なのは、チャウシェスクが「ソ連は自分を陥れようとしている」と信じており、「ソ連の脅威に対抗するために行動を起こした」という点にある。パチェパによれば、1971年の中国と北朝鮮への訪問から帰国した直後、ソ連が支援するクーデターを恐れたチャウシェスクは、対外諜報局 (Direcția de Informații Externe)による庇護のもと、特殊防諜部隊『U.M. 0920』の創設を認可した。チャウシェスクは、ルーマニア陸軍の上級司令官の多くが、「モスクワで学んだ経験がある」という理由から、彼らの忠誠心に対して疑いの目を向けるようになった。ルーマニア軍の将校は、ロシア人との結婚を禁じられた。将軍のシュテファン・コスティアルによれば、チャウシェスクが1970年にルーマニア国民でない将校の解任を命じ、ソ連がチェコ・スロヴァキアに軍事侵攻した事件を「ソ連で訓練された兵士を軍隊から排除する口実として」利用しようとした、という。また、コスティアル自身がロシア人女性と結婚していたことを理由に、強制的に退役させられたのだ、主張した。1970年6月4日に発表された政令第278号に基づき、軍隊を退役したシュテファン・コスティアルは少将の階級を剥奪され、予備役の地位に降格させられた。
コスティアルによれば、チャウシェスクを追放する計画は、1984年に失敗に終わったクーデター未遂事件を参考にしたという。「ソ連のスパイ」として逮捕されたニコラエ・ミリタルによれば、チャウシェスクがルーマニア共産党書記長に任命されてまもなく、チャウシェスクに反対する運動が始まった、という。ミリタルはこれについて明言したことは無いが、チャウシェスクに対する反乱の動きは、独自路線を行こうとするチャウシェスクの政策に反対する親ソ連派の当局者から生じたことを示唆している。救国戦線評議会が結成された正確な日付については、複数の情報源があり、論争の的となっている。フランスの『ル・ポワン』(Le Point)は、ニコラエ・ミリタル率いる反乱集団が1980年に最初の「救国戦線評議会」を設立した、と報道した。しかし、ミリタル自身は、1989年の革命のさなかにテレビ放送でなされた声明の中で、「救国戦線評議会の活動期間は、現時点で半年間だ」と主張した。
1971年9月、ルーマニア国防省の高官で、ブクレシュティの軍の駐屯地の責任者であったイオアン・シェルブ中将(Ioan Șerb)が、ブクレシュティの防衛に関する機密文書をブクレシュティに駐在していたソ連大使館の武官に渡した容疑で逮捕・起訴され、チャウシェスクの懸念は裏付けられたかに見えた。パチェパによれば、シェルブは、彼に対する「おとり捜査」の一環として、セクリターテ第五総局（軍事防諜部門）が作成した偽情報を、無意識のうちにソ連に渡していたのだという。シェルブは「国家機密を漏らした」（ソ連のスパイとして活動していた）容疑で軍法会議にかけられ、7年の禁錮刑を言い渡された。チャウシェスクは、「シェルブはソ連のスパイとして有罪判決を受けた最初の将軍である」とする噂を広め、西側で偽情報を流す作戦を命じた。1976年8月、レオニード・ブレジネフ(Леонид Брежнев)との「和解会談」が行われたのち、シェルブは釈放された。会談ののち、クリミア半島から帰国したチャウシェスクは、シェルブに秘密協定に署名するよう強制し、刑務所から釈放したのち、ブクレシュティから遠く離れた農場で働くよう命じた。
1989年12月23日午後2時、ルーマニアの国営テレビは、「『正体不明のテロリスト』がチャウシェスクを復権させようとしているため、救国戦線評議会がソ連に軍事援助を要請した」と発表した。イオン・ミハイ・パチェパによれば、クーデターの成功が危うくなった場合、ソ連による軍事介入が実行される手筈であり、その口実であったという。
1989年12月にルーマニアで発生した一連の出来事について、ヴィクトル・スタンクレスクによれば、ソ連およびКГБがほぼ1年前からチャウシェスクを潰すための計画を支援し、アメリカはその陰謀に気付いていた。ブクレシュティとティミショアラで発砲した勢力については、脅威を煽り、民衆の蜂起を加速させる目的で、ロシアのГРУも参加していた、という。
ポーランドの公文書保管記録によれば、1989年12月22日の夜、ルーマニア国防省の司令部にいたイオン・イリエスクは、ソ連に対して軍事支援を要請する趣旨を述べ、参謀総長のシュテファン・グーシャがこれに反対した。シュテファン・グーシャは「いけません、イリエスク閣下。そんなことをする必要はありません。間違いを犯してはなりません。ソ連の助けなど要らない！」と述べたうえで、「ダメだ、許さん！ロシア人なんぞくたばりやがれ！」と絶叫した。
1989年12月に何が起こったのかについて、ルーマニア人の多くは分からないままである。実際には存在しないことが判明した謎の「テロリスト」に抵抗するため、民間人に武器が配布された。銃撃の多くは、治安部隊と軍の相互発砲によるものであった。イオン・イリエスクは、「権力の空白を埋めるために介入しただけだ」と主張している。
裁判の冒頭で、チャウシェスクは、ルーマニアの新たな指導者たちについて「『外国の勢力』と共謀し、その助けを借りて実権を握っている」と述べ、「外国と接触しているこの裏切り者の一団を受け入れるつもりは無い」「大国民議会とルーマニア国民の前でのみ答えよう。外国の軍隊を国内に呼び寄せた連中の質問に答えるわけにはいかない」と明言した。
チャウシェスクは、イオン・イリエスクを「ソ連のスパイ」と考えていた。チャウシェスクが処刑される前、トゥルゴヴィシュテの駐屯地にいたユリアン・ストイカ(Iulian Stoica)は、チャウシェスクに対し、テレビ映像に映ったイリエスクについて言及した。すると、チャウシェスクは「誰だって？あのソ連のスパイが！？」と叫ぶと、エレナに近寄り、以下のように叱責した。「私はあの男を始末しようとしたのに、お前はそれを許さなかった。今まさに、あの男は我々を始末しようとしているのだ！」「私は奴を殺すべきだ、と言ったのに、お前は『無視するだけで十分だ』と返した。お前は私の話を理解していなかったのだ！」

## その後
1989年12月16日から22日にかけて、1104人が死亡し、3352人が負傷した。12月22日以降に登録された犠牲者の内訳は、805人が兵士（260人が死亡、545人が負傷）、138人が警察官（65人が死亡、73人が負傷）であった。法廷に送られた約100件の起訴状に加えて、検察官は別の5395件の事件を捜査し、そのうち4881件は不起訴処分とした。1990年3月、身体的危害を加える暴力行為は恩赦となった。不起訴処分となった理由の1つとして、この革命で発砲した兵士たちの多くが、「自分たちは敵と戦っている」、もしくは「自衛のために戦っている」と信じていた点にあった。また、抗議者の群衆に発砲するよう命じたのはチャウシェスクではなく、ヴィクトル・スタンクレスクであったことが判明したという。2010年に出版された『Martirii Revoluției în date statistice』（『統計資料で見る革命の殉教者たち』）では、1989年12月17日から22日にかけての死者の数は「306人」と書いている。
共産政権が滅びたのち、ルーマニアでは1990年1月7日に死刑が廃止された。ニコラエとエレナの二人は、ルーマニアで死刑が執行された最後の存在となった。また、共産主義体制下のルーマニアで死刑が導入されたのは、1957年9月30日のことであった。
略式裁判の際、チャウシェスクは「外国の銀行に秘密口座を開設した」と言われたが、そのような口座は実際には存在しないことが分かった。2008年10月14日、ルーマニア議会は、調査委員会による報告書を採択した。国会特別委員会の議長、ジョルジェ・サビン・クタシュは、「銀行家や中央銀行総裁、ジャーナリストに証言を聞いた結果、『ニコラエ・チャウシェスクが外国の銀行に秘密の口座を持ち、お金を不正に移していた』ことを示す証拠は見付からなかった」と結論付けた。報告書では「取材を受けたすべての人々に共通する結論は、『チャウシェスクは国外に口座を持っていなかった』である」と書かれた。
1990年1月、イオン・ディンカ、トゥドール・ポステルニク、エミール・ボブ、マーナ・マネスクの4人が裁判にかけられた。イオン・ディンカは、ティミショアラで「抗議者を撃て」というチャウシェスクの命令に反対しなかったことを認めた。ディンカはまた、「ティミショアラでの抗議運動の鎮圧が不十分であった」ことを理由に、チャウシェスクがポステルニクを射殺するよう要求した、と述べた。
1990年3月1日、チャウシェスクの裁判で判事役を務めたジカ・ポパが、法務省の122号室に入ったのち、銃声が轟いた。ポパは部屋の中で血まみれで倒れていた。彼は病院に緊急搬送されたが、死亡した。ポパの死は「自殺」と判断された。ポパの死について、アンドレイ・ケメニチは「罪悪感を覚えたのだろう」と考えている。
1990年6月、イオン・イリエスクの新政府は、一連の出来事の犠牲者の総数は1030人であり、チャウシェスクが処刑されたあとに889人が殺された趣旨を認めた。
ヴィクトル・スタンクレスクは、1989年の出来事で、抗議者に対する弾圧に積極的に加担した容疑で裁判にかけられた。1999年、ティミショアラでの弾圧行為ならびに重大な殺人の罪で15年の懲役刑を言い渡された。スタンクレスクはこれを不服として上訴するも、2008年10月に棄却され、刑が確定した。2007年12月5日に公表された判決理由によれば、スタンクレスクは、ティミショアラでの弾圧を主導した司令部の一員であり、「見るからに行き過ぎた熱意でもって」職務を遂行していたという。これは、1989年12月20日の夜、ニコラエ・チャウシェスクがスタンクレスクをティミショアラの司令官に任命したことに繋がった。2008年10月15日に出された判決の理由によれば、ニコラエ・チャウシェスクから発せられた「抗議者を撃つように」との命令を実行する義務はヴィクトル・スタンクレスクには無く、法律にも憲法にも違反した行動であった、という。司法高等裁判所の裁判官たちは、「軍規によれば、司令官は、受けた命令の合法性に対して全責任を負うものである」「元・将軍たちは『最高司令官であるニコラエ・チャウシェスクからの命令を実行したに過ぎない』と主張したが、彼らの行為の犯罪性が消滅するわけではない」と述べた。高等裁判所は、ヴィクトル・スタンクレスクとミハイ・チツァックの有罪判決を支持した。スタンクレスクは、「私は誰にも命令を出しませんでした。ティミショアラでは、私の指揮下にあったどの部隊に対しても、抑圧行為を実行するよう命令したことはありません」と述べた。
2018年12月、イオン・イリエスク、元・副首相のジェル・ヴォイカン・ヴォイコレスクは、「人道に対する罪」で起訴された。検察によれば、「イリエスクとヴォイコレスクは、テレビへの出演や報道発表を通じて、誤った情報を流布し、全身性の精神病を助長した」「彼らの行動や発言は、『友軍による銃撃と混沌へと導いた銃撃戦、矛盾に満ちた軍事命令の事例」の危険を意図的に高めた」「チャウシェスクがブクレシュティから逃亡したのち、さらに862人が殺された」「彼らの行動は、『裁判という名の見せかけだけの嘲笑劇を経て、チャウシェスクに対する有罪判決の宣告と処刑』につながった」という。1989年の出来事に関する調査は、2009年に一度終了しているが、欧州人権裁判所 (La Cour européenne des droits de l'homme)による判決を受けて、2016年に再開された。イオン・イリエスク、ジェル・ヴォイカン・ヴォイコレスク、元空軍長官のイオスィフ・ルースの3人が裁判にかけられることになった。起訴状では、「1989年12月21日のニコラエ・チャウシェスクの失脚後に設立された救国戦線評議会の指導者は、国家の安全保障および国防機関を支配下に置き、政治権力を掌握しようとした」「治安機関と軍隊を故意に利用し、友軍による銃撃と、混沌へと導いた銃撃戦を作り出し、矛盾に満ちた軍の命令を発することにより、『テロリズムが原因の、全身性の精神病』をもたらした」「組織的にもたらされた無秩序により、862人が殺され、2150人が負傷し、数百人が恣意的に逮捕され、精神的外傷を負った」「1989年12月17日から22日まで行われた抑圧的な行為よりも深刻なものであった」という。また、「1968年にソ連がプラハに軍事侵攻して以降、ルーマニアとソ連の関係が悪化し、社会全体における深刻な不満が燻っていた状態の結果として、ニコラエ・チャウシェスクの打倒を目的としつつ、ルーマニアをソ連の影響下に留めようとする反体制派の集団が形成され、勢力が強まっていった」とも書かれた。

## 世論調査
2009年にルーマニアで実施された「CURS」による世論調査の結果によれば、ニコラエ・チャウシェスクについて、回答者の31％が「ルーマニアに利益をもたらした人物として歴史の教科書に載せるべきだ」と考えており、13％は「国に不利益をもたらした」と考えており、52％は「良いことも悪いこともした」と考えている。56歳以上の回答者の多くは、「チャウシェスクは悪いことよりも良いことをした」と考えている。農村部においては、「チャウシェスクは悪いことをした」と考えているのは9%であり、40%はチャウシェスクのことを高く評価している。その理由は、「農村は20年前と同じか、それ以上に悲惨なことになっている。道路の状態は悪く、下水道は無く、ガス管が無いゆえに薪を燃やして火を起こしている。しかし、チャウシェスクの時代には、少なくとも雇用があったのだ」という。
『Marsh Copsey Associates』とルーマニア社会調査局が共同で実施した世論調査では、回答者の60%以上が「1989年以前に比べると、現在の政治家は腐敗しており、チャウシェスク政権のころのほうが公序良俗を守っていた」と回答した。回答者の55.8%が、「共産党独裁政権による政治は、現在の政治に比べて、国民を大切にしていた」と回答した。さらに、回答者の35％が「チャウシェスク政権の崩壊は、ルーマニアにとって不利益」であり、22%が「チャウシェスクが統治していたころに戻りたい」と回答した。「これは『現在の政治体制に不満があり、政治家全員が、自分たちの直面している問題の解決に対して無関心を決め込んでいるだけでなく、無能な存在である』と考えている人たちの比率である」という。さらに、18歳から29歳までの回答者のあいだで、18.5%が共産主義への回帰を望んでおり、25.6%は「どちらとも言えない」と回答した。48.4%が「1989年12月当時、何が起こっていたのかを知っておく必要がある」と回答し、33.6%は「知りたくない」と回答し、18.1%は「分からない」と回答した。1989年12月の出来事で、セクリターテの関与とその役割については、42.6%が「分からない」と回答し、30.2%が「好ましくない役割を果たした」と回答し、19.5%が「有益な役割を果たした」と回答し、7.8%が「何の役割も果たさなかった」と回答した。そして、回答者の73.4%は、「チャウシェスク夫妻は処刑されるべきではなかった」と回答し、「処刑されて当然だ」と回答したのは12%であった。「1989年の出来事から20年経った今、ルーマニアは共産主義から脱却したかどうか」の設問では、回答者の41.8%が「多少なりとも脱却した」と回答し、30%は「ある程度脱却した」と回答し、「完全に脱却した」と回答したのは8.3%であった。自分と自分の家族の生活状況については、ルーマニア国民の42.2%が「1989年以前よりも悪くなっている」と回答し、30.7%は「楽になった」と回答し、27.1%は「何も変わっていない」と回答した。この調査は、2009年10月15日から10月19日にかけて、18歳以上の1222人を対象に実施され、誤差は±2.9%であった。
ルーマニア評価戦略研究所は、2010年7月21日から7月23日にかけて、18歳以上のルーマニア人1460人を対象に世論調査を実施し、7月26日に結果を公表した。それによれば、回答者の63%が「1989年以前のほうが生活は良かった」と回答し、23%が「今の生活のほうが良い」と回答した。ニコラエ・チャウシェスクの政治については、49%が「良い指導者だった」と回答し、15%が「悪い指導者だった」と回答し、30%が「良くも悪くもない」と回答した。「共産党の存在を法的に禁止すべきか」に賛成の回答を示したのは13%で、57%はそれに反対であった。ロシアの通信社『Регнум Новости』（「リェグノム・ノヴォスチェ」）は、「もしも現在のルーマニアで、チャウシェスクが大統領選挙に出馬した場合、ルーマニア国民の41%が彼に投票しようとするだろう」と書いた。
ルーマニア評価戦略研究所は、2010年12月19日から12月21日にかけて世論調査を実施した。回答者の45%が「1989年の出来事が無ければ、自分の生活はもっと良くなった」と考えており、25％以上は「生活はより悪くなった」と考えている。チャウシェスクの裁判と死刑について、回答者の84%は「あれは公正な裁判ではないし、チャウシェスクを処刑したのは間違っていた」と考えており、50%が「チャウシェスク夫妻を死刑にした裁判の評決に反対する」と回答した。1989年12月の出来事については、ルーマニア人のあいだでは意見が分かれている。45%は「革命」で、45%は「クーデター」と考えている。また、回答者の64%は「あの出来事には外部の勢力が関わっていた」と確信しており、回答者の51%は「ソ連が関与していた」と考えている。
ルーマニア評価戦略研究所は、2014年4月3日から4月6日にかけて世論調査を実施し、1349人から回答を得られた。それによれば、「もしも現在のルーマニアにチャウシェスクが蘇り、大統領選挙に出馬した場合、ルーマニア国民の66%がチャウシェスクに投票しようとするだろう」との結果になった。2014年の時点で大統領であったトライアン・バセスク(Traian Băsescu)を支持した回答者は10%未満であった。この調査結果では、ルーマニア国民の69%が「自分たちの生活状況は、1989年以前よりも悪くなっている」と考えており、回答者の73%は「現在のルーマニアは間違った方向に進んでいる」と考えている。
心理学者のジョルジェ・ヴシュチェラーノ(George Vîșceleanu)は、「ルーマニアの『黄金時代』（チャウシェスクによる共産主義体制）を悔やんでいるのは、物質面で恩恵を得られた人か、受けた教育水準が平均以下の人だけである」という。「当時は自由な表現が許されず、あらゆる面で抑圧的な体制だった」と述べた。歴史学者のヴァスィーレ・レチンツァン(Vasile Lechințan)によれば、「共産主義時代に対する郷愁の念がある背景には、青春時代が過ぎ去ってしまったことへの後悔がある」という。「彼らが共産主義を懐かしむのは、そのころの彼らが全盛期で、若く、両親も生きていて、家族が揃っていたからだ」「学校を卒業したあとは就職し、現在は入手が困難な住居に住める。当時は誰もがそう信じていた」と述べた。社会学者のマリウス・マティチェスク(Marius Matichescu)によれば、過去に対する懐古の情は、現在満たされていない中で生じるものだという。「仕事も住まいも、当時は国から提供されていたのに、今では手に入れるのが困難だ」「共産主義体制に対する郷愁の念は、現時点で困難に直面している人々に見られる点に注目すべきだ」と述べた。

## 各種資料
- Stenograma procesului Ceaușescu --- 1989年12月25日、ニコラエとエレナに対する略式裁判の記録（ルーマニア語）

- ANDREEA TUDORICA (2004年12月28日). “Cum a disparut dosarul sotilor Ceausescu?”. Jurnalul Naţional. 2013年7月6日時点のオリジナルよりアーカイブ。2023年4月11日閲覧。

- Ana Maria Onisei, Cristian Delcea (2012年). “Mario Vargas Llosa despre Iliescu, Ceauşescu şi moştenirea comunismului: “Puneţi dinamită şi plantaţi copaci pe locul pângărit””. Historia. 2012年9月8日時点のオリジナルよりアーカイブ。2023年4月11日閲覧。

- Florel Manu (2011年12月). “Comandoul care l-a împușcat pe Ceaușescu”. Historia. 2013年7月5日時点のオリジナルよりアーカイブ。2023年4月11日閲覧。

- Vlad Stoicescu (2010年12月11日). “Dorin Cîrlan: "Iliescu s-ar fi sinucis politic dacă oprea execuţia Ceauşeştilor"”. Evenimentul Zilei. 2013年7月5日時点のオリジナルよりアーカイブ。2023年4月11日閲覧。

- Dan Andronic (2014年12月26日). “Document istoric. SENTINȚA prin care NICOLAE CEAUȘESCU și ELENA CEAUȘESCU au fost condamnați la MOARTE. Comentează și TU acuzațiile aduse de TRIBUNALUL MILITAR”. Evenimentul Zilei. 2015年10月6日時点のオリジナルよりアーカイブ。2023年4月11日閲覧。

- Grigore Cartianu (2009年12月14日). “Stănculescu în ’89: „Unde-i împuşcăm după proces?“”. Adevărul. 2013年8月21日時点のオリジナルよりアーカイブ。2023年4月11日閲覧。

- “EXCLUSIV Călăul soţilor Ceauşescu: "Ştiam înainte de proces că vor fi executaţi "”. Adevărul (2009年12月24日). 2023年4月11日時点のオリジナルよりアーカイブ。2023年4月11日閲覧。

- Mihai Mincan (2010年7月22日). “Misterele execuţiei şi înhumării Ceauşeştilor”. Adevărul. 2013年8月21日時点のオリジナルよりアーカイブ。2023年4月11日閲覧。

- Grigore Cartianu (2013年12月25日). “24 de ani de la execuția soților Ceaușescu. Misterele zilei de 25 decembrie 1989”. Adevărul. 2013年12月26日時点のオリジナルよりアーカイブ。2023年4月11日閲覧。

- “EXCLUSIV – Sentinta de condamnare la moarte a lui Nicolae si Elena Ceausescu data de colonelul de justitie Gica Popa, care si-a tras un glont in cap dupa ce si-a dat seama ca a savarsit o crima (Sentinta)”. Lumea Justitiei. 2012年12月26日時点のオリジナルよりアーカイブ。2023年4月11日閲覧。

- ADINA A. STANCU, ELENA DUMITRACHE (2012年12月21日). “Mascarada judiciară de la Târgoviște”. Lumea Justitiei. 2023年4月11日時点のオリジナルよりアーカイブ。2023年4月11日閲覧。

- “Procurorul Dan Voinea, despre procesul cuplului Ceauşescu: Am înţeles că ceva nu e în regulă când s-a hotărât ca execuţia să aibă loc în orele următoare”. Realitatea TV (2009年12月29日). 2013年7月3日時点のオリジナルよりアーカイブ。2023年4月11日閲覧。

- Падение коммунизма в Европе: Румынская революция 1989 года